# ラグビー・ローマ・オリンピック・クラブ1930
ラグビー・ローマ・オリンピック・クラブ1930（伊: Rugby Roma Olimpic Club 1930）は、イタリアのラツィオ州ローマに本拠地を置くラグビーユニオンクラブである。旧称のラグビー・ローマやラグビー・ローマ・オリンピックとして知られている。

## 概要
1930年創設。イタリア国内リーグには草創期から参加しており、かつてはアマトーリ・ミラノと共にイタリアを代表するラグビークラブの1つであった。

## 歴史
1930年10月21日、ラグビー・ローマとして創設。ユニフォームは、アルゼンチンの名門クラブCAサン・イシドロに着想を得て白と黒の横縞となった。1946年、オリンピック’44との合併に伴いラグビー・ローマ・オリンピックに改称。1930年代-40年代にかけて4回のリーグ優勝を果たした。
1999-2000シーズンに約50年ぶりのリーグ制覇。しかし、その後クラブは経営危機に陥っていく。2010-2011シーズンを6位（10チーム中）で終えたのを最後に、財政難によりリーグから除外された。チーム名をラグビー・ローマ・オリンピック1930に変更して立て直しを図ったが、しばらくはリーグに所属しない時代が続いた。
2015年、ラグビー・ローマ・オリンピック・クラブ1930として再建されると、2015-16シーズンのセリエC（4部相当）に参加し、1年でセリエB（3部相当）への昇格を勝ち取った。2016-17シーズン以降はセリエBでのプレーが続いている。

## タイトル

### 国内タイトル
- スクデット（リーグ戦）
  - 優勝 5回（1935, 1937, 1948, 1949, 2000）
- コッパ・イタリア（カップ戦）
  - 優勝 2回（1999, 2011[注 1]）